# Glendo
Glendo é uma cidade  localizada no estado norte-americano de Wyoming, no Condado de Platte.

## Demografia
Segundo o censo norte-americano de 2000, a sua população era de 229 habitantes.
Em 2006, foi estimada uma população de 225, um decréscimo de 4 (-1.7%).

## Geografia
De acordo com o United States Census Bureau tem uma área de
1,4 km², dos quais 1,4 km² cobertos por terra e 0,0 km² cobertos por água. Glendo localiza-se a aproximadamente 1440 m acima do nível do mar.

## Localidades na vizinhança
O diagrama seguinte representa as localidades num raio de 88 km ao redor de Glendo.